# الرتب العسكرية لإثيوبيا
الرتب العسكرية لإثيوبيا هي شارة عسكرية تستخدمها القوات المسلحة الإثيوبية ، وبسبب كونها دولة غير ساحلية ، لا تمتلك إثيوبيا فرع قوات بحرية .

## الضباط المكلفون
شارات الرتبة لضباط الجيش والقوات الجوية على التوالي.
| رتب الناتو المكافئة     | OF-10 أوه أف-10 | OF-9 أوه أف-9 | OF-8 أوه أف-8 | OF-7 أوه أف-7 | OF-6 أوه أف-6 | OF-5 أوه أف-5 | OF-4 أوه أف-4 | OF-3 أوه أف-3 | OF-2 أوه أف-2 | OF-1 أوه أف-1 | OF-1 أوه أف-1 | OF-1 أوه أف-1 |
| الجيش الإثيوبي          | لا يوجد مكافئ   |               |               |               |               |               |               |               |               |               |               |               |
| القوات الجوية الإثيوبية | لا يوجد مكافئ   | لا يوجد مكافئ |               |               |               |               |               |               |               |               |               |               |
| رتب الناتو المكافئة     | OF-10 أوه أف-10 | OF-9 أوه أف-9 | OF-8 أوه أف-8 | OF-7 أوه أف-7 | OF-6 أوه أف-6 | OF-5 أوه أف-5 | OF-4 أوه أف-4 | OF-3 أوه أف-3 | OF-2 أوه أف-2 | OF-1 أوه أف-1 | OF-1 أوه أف-1 | OF-1 أوه أف-1 |
| ----------------------- | --------------- | ------------- | ------------- | ------------- | ------------- | ------------- | ------------- | ------------- | ------------- | ------------- | ------------- | ------------- |

## المجندون
شارة الرتب لمجندي الجيش والقوات الجوية على التوالي. *قد لا تكون الرتب بالترجمة العربية صحيحة كونها لم تستعمل بالجيوش العربية.
| رتب الناتو المكافئة     | OR-9 أوه أر-9 | OR-9 أوه أر-9 | OR-9 أوه أر-9 | OR-9 أوه أر-9 | OR-9 أوه أر-9 | OR-9 أوه أر-9 | OR-8 أوه أر-8 | OR-8 أوه أر-8 | OR-7 أوه أر-7 | OR-7 أوه أر-7 | OR-6 أوه أر-6 | OR-5 أوه أر-5 | OR-4 أوه أر-4 | OR-3 أوه أر-3 | OR-2 أوه أر-2 | OR-1 أوه أر-1 |
| الجيش الإثيوبي          |               |               |               |               |               |               |               |               | لا يوجد مكافئ | لا يوجد مكافئ |               |               |               |               |               | بلا شارة جندي |
| القوات الجوية الإثيوبية |               |               |               |               |               |               |               |               | لا يوجد مكافئ | لا يوجد مكافئ |               |               |               |               |               | بلا شارة جندي |
| رتب الناتو المكافئة     | OR-9 أوه أر-9 | OR-9 أوه أر-9 | OR-9 أوه أر-9 | OR-9 أوه أر-9 | OR-9 أوه أر-9 | OR-9 أوه أر-9 | OR-8 أوه أر-8 | OR-8 أوه أر-8 | OR-7 أوه أر-7 | OR-7 أوه أر-7 | OR-6 أوه أر-6 | OR-5 أوه أر-5 | OR-4 أوه أر-4 | OR-3 أوه أر-3 | OR-2 أوه أر-2 | OR-1 أوه أر-1 |
| ----------------------- | ------------- | ------------- | ------------- | ------------- | ------------- | ------------- | ------------- | ------------- | ------------- | ------------- | ------------- | ------------- | ------------- | ------------- | ------------- | ------------- |